# Подчёркивание
Подчёркивание, по́дчерк (_) — символ ASCII, имеющий код 0x5F (hex), 95 (dec).
На стандартной компьютерной клавиатуре этот символ расположен совместно со знаком дефиса на клавише, находящейся справа от клавиши 0.
Символ подчёркивания остался со времён пишущих машинок.
До распространения текстовых процессоров этот символ использовался для подчёркивания слов в тексте.
Для этого после набора слова каретка пишущей машинки отводилась назад (к началу слова или фразы, подлежащей подчёркиванию) и поверх текста печаталось необходимое количество символов подчёркивания, создающих сплошную линию под текстом.
Кроме того, серия знаков подчёркивания (например, такая: _________) позволяла обозначать поля для рукописного ввода на бланках и прочем.
В настоящее время символ подчёркивания зачастую применяется для замены пробела в некоторых случаях, когда использование пробела невозможно или нежелательно: в адресах электронной почты, адресах ресурсов в сети Интернет (в доменной части адреса обычно заменяется на дефис, но иногда нестандартно на подчёркивание), в названиях компьютерных файлов, названиях (идентификаторах) переменных и других объектов в языках программирования и т. д.
Некоторые компьютерные приложения автоматически подчёркивают текст, окружённый знаками подчёркивания.
Таким образом _подчёркнутый_ отображается как подчёркнутый. В текстовом процессоре Microsoft Word, при соответствующих настройках автозамены, текст, выделенный знаками подчёркивания, становится курсивным.
На самом деле сам по себе этот знак ничего не подчёркивает, так как на одно знакоместо на дисплее можно поместить только один символ, поэтому его иногда называют[кто?] не «подчёркивание», а «андерскор» («Underscore»), хотя «Underscore» с английского переводится, опять же, как «подчеркивание». Кроме того, этот символ иногда называют «Нижнее подчёркивание», что недопустимо по правилам русского языка и является плеоназмом — подчёркивание всегда выполняется снизу. 